# Nikołaj Pietrow (reżyser)
Nikołaj Wasiljewicz Pietrow (ros. Николай Васильевич Петро́в; ur. 1890, zm. 1964) – radziecki reżyser filmowy. Ludowy Artysta RFSRR. Pochowany na Cmentarzu Nowodziewiczym w Moskwie.

## Wybrana filmografia
- 1925: Aero NT-54